# Campo Azálvaro - Pinares de Peguerinos
Campo Azálvaro - Pinares de Peguerinos este o arie protejată (arie specială de conservare — SAC, sit de importanță comunitară — SCI) din Spania întinsă pe o suprafață de 25.941,73 ha, integral pe uscat.

## Localizare
Centrul sitului Campo Azálvaro - Pinares de Peguerinos este situat la coordonatele 40°40′58″N 4°20′10″W / 40.6827°N 4.3361°V.

## Înființare
Situl Campo Azálvaro - Pinares de Peguerinos a fost declarat sit de importanță comunitară în august 2000 pentru a proteja 1 specie de plante și 16 specii de animale. Situl a fost protejat și ca arie specială de conservare în septembrie 2015.

## Biodiversitate
Situată în ecoregiunea mediteraneană, aria protejată conține 22 de habitate naturale: Păduri de Quercus ilex și Quercus rotundifolia, Pajiști umede mediteraneene cu ierburi înalte de Molinio-Holoschoenion, Păduri de stejar galițio-portugheze cu Quercus robur și Quercus pyrenaica, Formațiuni montane de Cytisus purgans, Pajiști oro-iberice cu Festuca indigesta, Pante stâncoase silicioase cu vegetație casmofită, Liziere de ierburi înalte hidrofile de câmpie și de nivel montan până la alpin, Fânețe de joasă altitudine (Alopecurus pratensis, Sanguisorba officinalis), Galerii de Salix alba și de Populus alba, Lacuri și iazuri distrofice naturale, Pseudostepă cu ierburi și specii anuale de Thero-Brachypodietea, Iazuri temporare mediteraneene, Lacuri eutrofice naturale cu vegetație de tip Magnopotamion sau Hydrocharition, Păduri mediteraneene de Taxus baccata, Dehesas cu Quercus spp. perene, Grohotișuri termofile și vest-mediteraneene, Roci stâncoase cu vegetație pionieră de Sedo-Scleranthion sau Sedo albi-Veronicion dillenii, Mlaștini turboase de tranziție și turbării mișcătoare, Cursuri de apă de la nivel de câmpie la nivel montan, cu vegetație Ranunculion fluitantis și Callitricho-Batrachion, Formațiuni ierboase bogate în specii de Nardus, dezvoltate pe substraturi silicioase în zone montane (și în zone submontane, în Europa continentală), Ape oligotrofe din câmpii nisipoase, cu un conținut foarte redus de minerale (Littorelletalia uniflorae), Păduri termofile cu Fraxinus angustifolia.
La baza desemnării sitului se află mai multe specii protejate:
- plante (1): Luronium natans
- amfibieni (1): Discoglossus galganoi
- mamifere (5): lupul (Canis lupus), Galemys pyrenaicus, vidră de râu (Lutra lutra), Microtus cabrerae, liliac comun (Myotis myotis)
- nevertebrate (4): molia lunii spaniolă (Actias isabellae), fluturele auriu (Euphydryas aurinia), Euplagia quadripunctaria, rădașcă (Lucanus cervus)
- pești (4): Achondrostoma arcasii, Cobitis paludica, Pseudochondrostoma duriense, Rutilus alburnoides
- reptile (2): Iberolacerta monticola, Lacerta schreiberi

Pe lângă speciile protejate, pe teritoriul sitului au mai fost identificate 12 specii de plante, 9 specii de amfibieni, 13 specii de mamifere, 6 specii de nevertebrate, 2 specii de pești, 4 specii de reptile.